# Astronomija u 1772.
◄◄ | ◄ | 1769. | 1770. | 1771. | 1772.  | 1773. | 1774. | 1775. | ► | ►►
Arhitektura • Astronomija • Biologija • Glazba • Kazalište • Kemija • Kiparstvo • Knjige • Književnost • Kršćanstvo • Medicina • Politika • Pravo • Promet • Slikarstvo • Znanost
Astronomija u 1772.

## Svijet

### Otkrića
- 8. ožujka: U Limogesu francuski astronom Jacques Leibax Montaigne prvi uočio Bielin komet. Tijekom iste pojave neovisno ga je otkrio Charles Messier.[1][2]

## Vanjske poveznice
|  | Zajednički poslužitelj ima još gradiva o temi Astronomija u 1772. |